# Журін Микола Іванович
Микола Іванович Журін (нар. 14 грудня 1908, місто Оренбург, тепер Російська Федерація — 17 липня 1996, місто Москва) — радянський державний діяч, 1-й секретар Кустанайського, Акмолинського, Північно-Казахстанського, Актюбинського обласних і Західно-Казахстанського крайового комітетів КП Казахстану, 2-й секретар ЦК КП Казахстану. Член Бюро ЦК КП Казахстану у 1956—1957 роках. Кандидат у члени ЦК КПРС у 1956—1961 і 1966—1976 роках. Депутат Верховної ради Казахської РСР 3—4-го скликань. Депутат Верховної Ради СРСР 4—8-го скликань. Кандидат історичних наук.

## Життєпис
Народився в родині робітника. У 1927 році закінчив Оренбурзьку професійно-технічну школу.
У 1928—1931 роках — помічник машиніста, машиніст паровозного депо, технік на Самаро-Златоустівській залізниці.
Член ВКП(б) з 1930 року.
У 1931—1932 роках — член президії, заступник голови Актюбинської районної Спілки працівників залізниці Казакської АРСР.
У 1932—1933 роках — інструктор, завідувач сектора Актюбинського обласного комітету ВКП(б).
У 1933—1937 роках — помічник начальника політичного відділу радгоспу в Казакській АРСР.
У 1937—1939 роках — інструктор ЦК КП(б) Казахстану, заступник завідувача відділу кадрів ЦК КП(б) Казахстану.
У серпні 1939 — листопаді 1941 року — 1-й секретар Кустанайського обласного комітету КП(б) Казахстану.
У листопаді 1941—1945 роках — 1-й секретар Бельачагського районного комітету КП(б) Казахстану Семипалатинської області; 1-й секретар Бородулінського районного комітету КП(б) Казахстану Семипалатинської області.
У 1945—1951 роках — секретар Семипалатинського обласного комітету КП(б) Казахстану.
У 1948 році закінчив заочно Вищу партійну школу при ЦК ВКП(б).
У 1951 році — 2-й секретар Акмолинського обласного комітету КП(б) Казахстану.
У вересні 1951 — квітні 1956 року — 1-й секретар Акмолинського обласного комітету КП Казахстану.
3 квітня 1956 — 26 грудня 1957 року — 2-й секретар ЦК КП Казахстану.
У січні 1958 — січні 1963 року — 1-й секретар Північно-Казахстанського обласного комітету КП Казахстану.
У січні 1963 — грудні 1964 року — 1-й секретар Західно-Казахстанського крайового комітету КП Казахстану.
У грудні 1964 — січні 1972 року — 1-й секретар Актюбинського обласного комітету КП Казахстану.
З січня 1972 року — персональний пенсіонер союзного значення в Москві.
Помер 17 липня 1996 року. Похований в Москві на Троєкуровському кладовищі.

## Родина
Дружина — Журіна Софія Олександрівна. Троє дітей.

## Нагороди і звання
- два ордени Леніна
- орден Жовтневої Революції
- три ордени Трудового Червоного Прапора
- орден «Знак Пошани»
- медаль «За трудову доблесть»
- медалі